# Podstrašivica
Podstrašivica (cyr. Подстрашивица) – wieś w Bośni i Hercegowinie, w Republice Serbskiej, w mieście Trebinje. W 2013 roku liczyła 8 mieszkańców.